# هوراسيو مارسيلو ارسي
هوراسيو مارسيلو ارسي (بالإسبانية: Horacio Marcelo Arce)‏ هو لاعب كرة قدم أرجنتيني في مركز الهجوم، ولد في 20 أكتوبر 1970. لعب مع ديبورتيس أنتوفاغاستا.